# Mirlind Kryeziu
Mirlind Kryeziu (Zürich, 1997. január 26. –) svájci születésű koszovói válogatott labdarúgó, a Zürich hátvédje.

## Pályafutása

### Klubcsapatokban
Kryeziu a svájci Zürich városában született. Az ifjúsági pályafutását 2004-ben, a helyi Zürich akadémiájánál kezdte.
2014-ben mutatkozott be a Zürich U21-es csapatában. A 2015–16-os szezonban kölcsönjátékosként a Biel-Bienne csapatát erősítette, ahol összesen 15 mérkőzésen lépett pályára. 2017-ben debütált a Zürich másodosztályban szereplő felnőtt csapatában. Először a 2017. február 13-ai, Neuchâtel Xamax elleni mérkőzésen lépett pályára. A következő fordulóban megszerezte első gólját a Wil ellen. A 2016–17-es szezonban 3 mérkőzésen elért egy góljával is hozzájárult a klub első osztályba való feljutásában. 2021-ben az Kriensnél szerepelt kölcsönben.

### A válogatottban
Kryeziu az U16-os korosztálytól egészen U20-asig Svájcot képviselte.
2021-ben mutatkozott be a koszovói válogatottban. Kryeziu a 2021. szeptember 2-ai, Grúzia elleni VB-selejtező 90+4. percében, Valon Berisha cseréjeként debütált. Pályára lépett még a november 11-ei, Jordánia elleni barátságos mérkőzésen is.

## Statisztika
2022. szeptember 18. szerint.
| Klub                     | Szezon   | Bajnokság        | Bajnokság | Bajnokság | Kupa  | Kupa  | Nemzetközi | Nemzetközi | Összesen | Összesen |
| Klub                     | Szezon   | Bajnokság        | Mérk.     | Gólok     | Mérk. | Gólok | Mérk.      | Gólok      | Mérk.    | Gólok    |
| ------------------------ | -------- | ---------------- | --------- | --------- | ----- | ----- | ---------- | ---------- | -------- | -------- |
| Biel-Bienne (kölcsönben) | 2015–16  | Challenge League | 15        | 0         | 0     | 0     | 0          | 0          | 15       | 0        |
| Zürich                   | 2016–17  | Challenge League | 3         | 1         | 0     | 0     | 0          | 0          | 3        | 1        |
| Zürich                   | 2017–18  | Super League     | 8         | 0         | 1     | 0     | 0          | 0          | 9        | 0        |
| Zürich                   | 2018–19  | Super League     | 19        | 0         | 2     | 0     | 3          | 0          | 24       | 0        |
| Zürich                   | 2019–20  | Super League     | 21        | 1         | 2     | 0     | 0          | 0          | 23       | 1        |
| Zürich                   | 2020–21  | Super League     | 1         | 0         | 0     | 0     | 0          | 0          | 1        | 0        |
| Zürich                   | 2021–22  | Super League     | 32        | 3         | 2     | 0     | 0          | 0          | 34       | 3        |
| Zürich                   | 2022–23  | Super League     | 5         | 1         | 1     | 0     | 8          | 2          | 14       | 3        |
| Zürich                   | Összesen | Összesen         | 89        | 6         | 8     | 0     | 11         | 2          | 108      | 8        |
| Kriens (kölcsönben)      | 2020–21  | Challenge League | 9         | 0         | 1     | 0     | 0          | 0          | 10       | 0        |
| Összesen                 | Összesen | Összesen         | 113       | 6         | 9     | 0     | 11         | 2          | 133      | 8        |

### A válogatottban
| Válogatott | Év       | Pályára lépés | Gól |
| ---------- | -------- | ------------- | --- |
| Koszovó    | 2021     | 2             | 0   |
| Koszovó    | 2022     | 6             | 0   |
| Összesen   | Összesen | 8             | 0   |

## Sikerei, díjai
Zürich
- Swiss Super League
  - Bajnok (1): 2021–22

- Challenge League
  - Feljutó (1): 2016–17

- Svájci Kupa
  - Győztes (1): 2017–18